# Mano de espuma

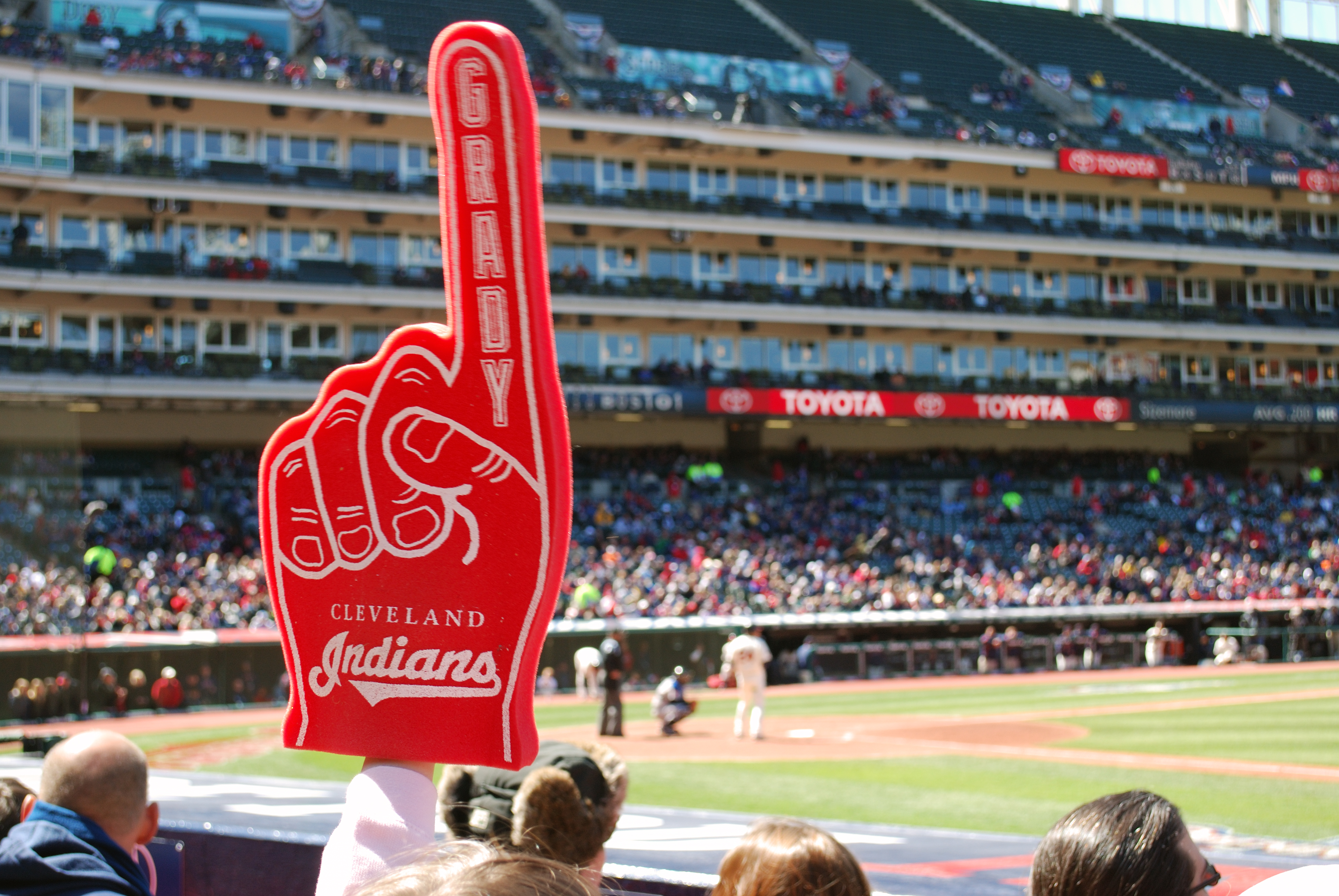
Un fanático levanta una mano de espuma en un partido de los Cleveland Indians.

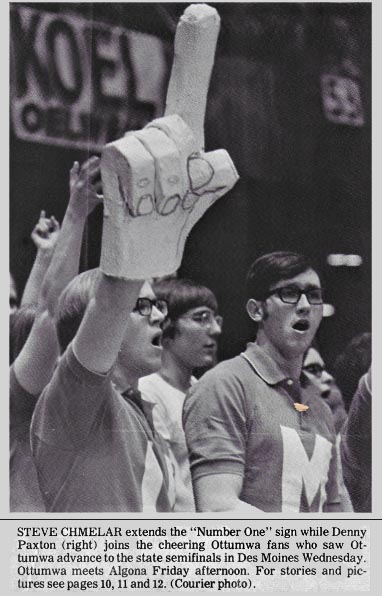
Primer prototipo de la mano de espuma, creado por Steve Chmelar en 1971.

Una mano de espuma, comúnmente conocida como dedo de espuma, es un artículo típico de parafernalia deportiva que se coloca en la mano para mostrar apoyo a un equipo. La versión más común se asemeja a una mano de gran tamaño con un dedo índice extendido, y una hendidura en la base que permite introducir la mano. Generalmente incorpora el nombre, el emblema del equipo o un eslogan serigrafiado, como «Somos el número 1». Las manos de espuma están hechas de espuma reticulada o de poliuretano. Son especialmente populares en Norteamérica, en deportes como el béisbol, el fútbol americano o el hockey sobre hielo.

## Historia
El primer prototipo de dedo de espuma fue creado en 1971 por el estudiante de la Escuela Secundaria de Ottumwa Steve Chmelar, quien construyó en 1971 una mano gigante con tela metálica y papel maché para los cuartos de final del torneo de baloncesto estatal masculino de la IHSAA (Iowa High School Athletic Association), entre los Ottumwa Bulldogs y los PCedar Rapids Kennedy High School Cougars. Chmelar, un estudiante de último año de secundaria, fue fotografiado por el periódico local The Ottumwa Courier portando la mano de espuma el 18 de marzo de 1971.
En 1976, Geral Fauss, un maestro de la escuela secundaria Cy-Fair, creó varias manos de espuma para mostrar su apoyo al equipo de la escuela secundaria donde enseñaba, con la finalidad de recaudar fondos para el club de artes industriales y como un proyecto para que los alumnos de su clase de artes industriales pudieran elaborar ellos mismos. Su primer prototipo de dedo de espuma en realidad estaba hecho de madera contrachapada y tenía una pintura de un «número uno» hecha con los colores de la escuela.
Fauss vendió por primera vez sus dedos de espuma en el Cotton Bowl de 1978 en Dallas, donde se enfrentaron los equipos de fútbol americano universitario de la Universidad de Texas y la de Notre Dame. Posteriormente, Fauss fundó Spirit Industries para fabricar a gran escala de dedos de espuma. En 1979, Spirit Industries produjo la primera versión del producto en espuma de poliuretano.